# Jelakce
Jelakce en serbe latin et Jellakcë en albanais (en serbe cyrillique : Јелакце) est une localité du Kosovo située dans la commune/municipalité de Leposavić/Leposaviq, district de Mitrovicë/Kosovska Mitrovica. Selon des estimations de 2009 comptabilisées pour le recensement kosovar de 2011, elle compte 45 habitants, dont une majorité de Serbes.

## Géographie
Jelakce/Jellakcë est situé à 22 km à l'est de Leposavić/Leposaviq. Le village fait partie de la communauté locale de Sočanica/Soçanicë.

## Histoire
Sur une hauteur dominant le village se trouvent des vestiges de fortifications qui marquent sans doute l'emplacement ancien de l'actuel Jelakce/Jellakcë. En revanche, la localité est mentionnée pour la première en 1315, dans la charte de fondation du monastère de Banjska, octroyée par le roi serbe Stefan Milutin.

## Démographie

### Évolution historique de la population dans la localité
| 1948 | 1953 | 1961 | 1971 | 1981 | 1991 | 2009 |
| ---- | ---- | ---- | ---- | ---- | ---- | ---- |
| 184  | 228  | 283  | 233  | 154  | 93   | 45   |

|  |